# Отец-Паисиево
Отец-Паисиево (болг. Отец Паисиево) — село в Болгарии. Находится в Пловдивской области, входит в общину Калояново. Население составляет 272 человека.

## Политическая ситуация
В местном кметстве Отец-Паисиево, в состав которого входит Отец-Паисиево, должность кмета (старосты) исполняет Валентин Танев Абрашев (Союз демократических сил (СДС)) по результатам выборов правления кметства.
Кмет (мэр) общины Калояново — Александр  Крыстев Абрашев (коалиция партий: Граждане за европейское развитие Болгарии (ГЕРБ), Союз демократических сил (СДС), Демократы за сильную Болгарию (ДСБ), Земледельческий народный союз (ЗНС)) по результатам выборов в правление общины.